# Криштован да Гама
Кришто́ван да Га́ма (порт. Cristóvão da Gama; ок. 1516 — 29 августа 1542) — португальский военный, возглавлявший отряд, который сражался в Эфиопии во время мусульманского нашествия на эту страну (1541—1543).

## Начало карьеры
Криштован (Христофор) был четвёртым сыном Васко да Гамы и Катарины де Атайде, младшим братом Эштевана да Гамы, также выдающегося мореплавателя. В 1532 году он прибыл в Индию вместе с братом, в 1535 году снова вернулся в Португалию, а в 1538 году присоединился к экспедиции в Диу. Во время похода проявлял смелость и решительность, за что Эштеван, уже будучи вице-королём Индии, в 1541 году поручил ему командование кораблём во время рейда по османским военным базам в Суэцком заливе.

## Война в Эфиопии
Рейд Эштевана провалился, и 22 мая 1541 года он вернулся в порт Массава. Желая добиться хоть каких-то результатов, Эштеван отправил отряд под командованием брата на выручку Гэлаудеосу, императору Эфиопии. Пользуясь португальско-эфиопскими связями, установленными Перу да Ковильяном, предшественник императора Либне Дыгыль ещё в 1536 году запросил военной помощи у португальцев. Эфиопская армия была разгромлена войсками мусульманского султаната Адал (на территории современного Сомали), вторгшимися в страну при поддержке Османской империи. Криштован выступил из Массавы во главе отряда из четырёхсот португальцев (70 из которых были опытными ремесленниками или инженерами) и 130 невольников; вооружение отряда составляла тысяча пик и аркебуз, а также несколько бомбард.
Португальское войско передвигалось крайне медленно, сдерживаемое начавшимся сезоном дождей. 2 февраля 1542 года отряд Криштована впервые столкнулся с противником и одержал победу, потеряв всего восьмерых солдат и почти полностью уничтожив вражеский отряд из 1500 лучников. Через два месяца он встретился с основным войском мусульман, которое возглавлял талантливый и храбрый полководец Ахмад Гран. Хроники сообщают, что военачальники обменялись оскорбительными подарками: посланец Ахмад Грана вручил португальцу одеяние монаха, на что Криштован ответил посылкой зеркала и щипцов для бровей, намекая на изнеженность и слабость своего противника.
За встречей последовали два сражения — 4 и 16 апреля, в которых португальцам, несмотря на громадный численный перевес неприятеля, удалось нанести вражеским отрядам значительный урон и ранить их предводителя; мусульманам пришлось отступить к югу. Криштован, узнав, что император практически лишён войска и вынужден вести жизнь скитальца, решил двинуться ему навстречу; для достижения этой цели он вместе с сотней солдат захватил плохо охраняемую горную крепость, где добыл для своей армии лошадей.
Тем временем турки прислали Ахмад Грану подкрепление, в составе которого были солдаты, владевшие огнестрельным оружием и числом своим намного превосходившие войско португальцев. 28 августа состоялось сражение, в котором войско да Гама было разбито (уцелело 170 человек), а сам он, раненный в руку, попал в плен вместе с 14 спутниками.

## Смерть и её последствия
Криштован да Гама был подвергнут многочисленным пыткам и, отказавшись принять ислам, был на следующий день обезглавлен. Португальские хронисты описывают его муки и смерть житийным языком, упоминая многочисленные чудеса (так, роднику, в который была брошена отрубленная голова Криштована, приписывается целебная сила). Уцелевшие солдаты его отряда присоединились к войску, собранному изгнанным императором, и 21 февраля 1543 года приняли участие в генеральном сражении с воинами Ахмад Грана. Их вклад оказался решающим — усилиями португальцев были рассеяны отряды присланных Турцией стрелков, а вражеский полководец был застрелен в пылу боя. Деморализованная армия Ахмада в беспорядке отступила. В португальских источниках высказывается единодушное мнение, что солдатами Криштована двигало желание отомстить за его убийство. После победы над мусульманами император повелел португальцам остаться в Эфиопии и поступить к нему на службу; поселение бывших солдат Криштована стало одним из форпостов Португалии в стране.